# Алпски брак јазавичар
Алпски брак јазавичар (немачки:Alpenländische Dachsbracke) је мала пасмина крвоследника која потиче из Аустрије. Користи се за лов на зечеве и лисице, а служи и као крвоследник за проналажење крупне дивљачи. Веома је ефикасан при проналаску трагова, чак и када су се трагови охладили.

## Основно
- Мужјак
  - Висина од 33 до 42 cm
  - Тежина од 15 до 18
- Женка
  - Висина од 35 до 38 cm
  - Тежина од 15 до 18

## Историја
Порекло води још од средине 1800-тих година. Ова пасмина је настала укрштањем већих паса, као што су аустријски равнодлаки гонич са јазавичарем, а сличност је и даље уочљива. Ова пасмина је била омиљена за лов престолонаследнику Рудолфу I од Немачке. Иако је давно призната у Аустрији, тек недавно је призната од стране Уједињеног кинолошког савеза и Међународне кинолошке федерације. 
Алпски брак јазавичар се и даље користи као крвоследник, а способан је, упркос својој грађи, да обавља свој задатак на високим надморским висинама и неприступачним теренима. Поред овога, служи и као пас за пратњу, што га чини добрим породичним псом. 

## Карактеристике пса

### Нарав
Алпски брак јазавичар је можда мали растом, али има изражену личност и веома је храбар и неустрашив. Ови малени пси су одани, интелигентни и углавном се добро слажу са осталим псима, као и са децом. Имају миран карактер. Међутим, имају изражен инстинкт за лов, па је битно да их власник на време социјализује, посебно ако живи у домаћинству са мањим животињама, као што су мачке. Његова оданост и неустрашивост чини га одличним псом чуваром, иако не изгледа застрашујуће.

### Глава
Глава је сразмерна величини пса, лобања је равна и не прејаке развијена, а чеоне кости образују јасно изражен стоп који се умерено диже у вис. Њушка и нос су умерено широк. Зуби се добро затварају, а очњаци су снажни. Уши су средње дуге, широке, тупо заобљене, високо и више уназад постављене. Равне, пуне уз главу висе, без било каквог набора. Усне се добро затварају, не прелазе сувише једна преко друге. Очи су средње величине, округле, ведре, ватрене и према боји длаке тамније или светлије смеђе. Врат је мишићав, умерено дугачак.

### Тело
Леђа су права, чврста, нешто дужа. На добро испупченим грудима јасно се истиче грудна кост. Прса прелазе у грудни кош који се према трбуху једва приметно сужава, а на њега се наставља добро прибран трбушни део. Предње ноге и задње ноге су снажне, јако мишићаве. Предње шапе су снажније развијене од задњих, добро су збијене, са ноктима савијеним надоле и великим и чврстим табанима. Задње шапе су мање, прсти краћи и правији. Реп је средње дужине, при корену је дебљи него на крају, а пас га у највеће броју случајева носи опуштеног или мало навише повијеног.
Длака је кратка, врло густа, полегла, оштра, а ипак савитљива и са мало подлаке. Длака на глави је кратка, као и на ушима и ногама, на врату је нешто дужа, а на леђима и на унутрашњој страни бутине најдужа и најгрубља. Реп је четкаст. 
Боја може бити:

- црно-црвени брак јазавичар, тамно црн са белегама боје рђе;
- смеђи брак јазавичар, брао са светлијим белегама, нос браон;
- црвени брак јазавичар, црвена боја као код јелена, црвено као рђа, жућкасто црвен са светлијим белегама;
- бело-шарени брак јазавичар (вестфалски), сви допуштени тонови црвене боје у комбинацији са белом бојом. Беле ознаке се пружају изнад очију, на њушци, на ногама и на прсима.

## Нега и здравље
Због кратке длаке ова пасмина не захтева неку нарочиту негу. Њихова глатка, дебела длака захтева минимално четкање како би се смањило лињање и уклониле отпале длаке. Пса купати само једном или два пута месечно, или када је прљав, како га не би лишили преко потребних уља.
Због реткости алпских брак јазавичара у САД, нису забележени урођени здравствени дефекти. То не значи да их ова раса нема, него да они нису забележени од стране великих здравствених центара за псе на енглеском говорном подручју. Међутим, као и код јазавичара, његов јединствени скелет којег чини дугачко тело и кичмени стуб са кратким грудним кошем, ставља га у ризик за повреде леђа. Најчешћа повреда која погађа дугачке пасмине су међупршљенска повреда диска: стање код кога се међупршљенски дискови оштећују, што доводи до великих болова или парализе. Ризик за настанак ове болести повећава се код гојазних паса, код скакања са великих висина, интензивних тренинга, свега што пуно напреже пршљенове кичме.
Животни век им је од 10-12 година, а женка у просеку оштени око 3-5 штенаца.